# Judge Advocate General's Corps
Il Judge Advocate General's Corps, noto anche come JAG o JAG Corps (in italiano:  Corpo della magistratura militare), è il nome di peculiari corpi specialistici previsti dall’organica militare e che si occupano di gestire le questioni legali e giudiziarie delle forze armate degli Stati Uniti d'America ovvero l'aeronautica, la Marina, la Guardia costiera, l'Esercito e il corpo dei Marine.
Il JAG è incaricato sia dell'accusa nei confronti dei militari, sia della loro difesa, così come previsto dal Codice uniforme di giustizia militare (UCMJ).

## Organizzazione
- United States Air Force Judge Advocate General's Corps (aviazione)
- United States Army Judge Advocate General's Corps (esercito)
- United States Marine Corps Judge Advocate Division (Marine)
- United States Navy Judge Advocate General's Corps (marina)
- United States Coast Guard Legal Division (guardia costiera)

## Caratteristiche e attività
Judge Advocates sono gli avvocati militari che prestano servizio a vario titolo nel sistema di giustizia militare degli Stati Uniti.
Marines e Guardia costiera non hanno un corpo specifico giudiziario ma una divisione interna, della quale fanno parte ufficiali di vascello e/o di linea (line officers) quindi non dei “corpi tecnici” (staff corps officers).
Nell'Esercito USA i judge advocates mantengono lo status di ufficiali di linea e teoricamente possono assumere anche altre funzioni, mentre quelli dell'Aviazione e della Marina svolgono solo la funzione di giudici e/o avvocati della magistratura militare. Gli ufficiali del Corpo sono gli ufficiali della Corte marziale e delle Commissioni d'inchiesta. Il Corpo della magistratura militare provvede anche ai membri del servizio con una vasta gamma di servizi legali gratuiti e di supporto alle operazioni militari di combattimento fornendo delucidazioni ai comandanti circa la legge sui conflitti armati.

## Nella cultura di massa
La serie televisiva JAG - Avvocati in divisa è ispirata a quello della Marina.